# China nos Jogos Olímpicos de Inverno de 2018
A China participou dos Jogos Olímpicos de Inverno de 2018, realizados na cidade de Pyeongchang, na Coreia do Sul.
O país fez sua décima primeira aparição em Olimpíadas de Inverno desde a estreia nos Jogos de 1980, em Lake Placid. Sua delegação foi composta por 80 atletas que competiram em doze modalidades esportivas, sendo esse o maior contingente de atletas chineses na história dos Jogos Olímpicos de Inverno.

## Medalhas
| Atleta                                                | Esporte                                | Evento                       | Medalha |
| ----------------------------------------------------- | -------------------------------------- | ---------------------------- | ------- |
| Wu Dajing                                             | Patinação de velocidade em pista curta | 500 m masculino              | Ouro    |
| Liu Jiayu                                             | Snowboard                              | Halfpipe feminino            | Prata   |
| Sui Wenjing Han Cong                                  | Patinação artística                    | Duplas                       | Prata   |
| Zhang Xin                                             | Esqui estilo livre                     | Aerials feminino             | Prata   |
| Li Jinyu                                              | Patinação de velocidade em pista curta | 1500 m feminino              | Prata   |
| Jia Zongyang                                          | Esqui estilo livre                     | Aerials masculino            | Prata   |
| Wu Dajing Han Tianyu Xu Hongzhi Chen Dequan Ren Ziwei | Patinação de velocidade em pista curta | Revezamento 5000 m masculino | Prata   |
| Kong Fanyu                                            | Esqui estilo livre                     | Aerials feminino             | Bronze  |
| Gao Tingyu                                            | Patinação de velocidade                | 500 m masculino              | Bronze  |

## Desempenho

### Biatlo
Feminino
| Atleta      | Evento      | Tempo   | Penalidades | Pos. |
| ----------- | ----------- | ------- | ----------- | ---- |
| Tang Jialin | Velocidade  | 24:30.3 | 3 (1+2)     | 70º  |
| Tang Jialin | Individual  | 48:12.0 | 2 (1+1+0+0) | 66º  |
| Zhang Yan   | Velocidade  | 23:14.0 | 1 (1+0)     | 38º  |
| Zhang Yan   | Perseguição | 35:16.7 | 3 (3+0+0+0) | 45º  |
| Zhang Yan   | Individual  | 47:29.6 | 4 (1+2+0+1) | 59º  |

### Bobsleigh
Masculino
| Atleta                                     | Evento  | Final     | Final     | Final     | Final       | Final   | Final |
| Atleta                                     | Evento  | Descida 1 | Descida 2 | Descida 3 | Descida 4   | Total   | Pos.  |
| ------------------------------------------ | ------- | --------- | --------- | --------- | ----------- | ------- | ----- |
| Li Chunjian Wang Sidong                    | Duplas  | 50.13     | 50.21     | 50.15     | Não avançou | 2:30.49 | 26º   |
| Jin Jian Shi Hao                           | Duplas  | 50.47     | 50.17     | 50.33     | Não avançou | 2:30.97 | 29º   |
| Shao Yijun Shi Hao Li Chunjian Wang Sidong | Equipes | 49.79     | 50.01     | 49.94     | Não avançou | 2:29.74 | 26º   |

### Curling
| Atleta                                               | Evento        | Primeira fase | Primeira fase | Play-off               | Semifinal              | Final                  | Pos.        |
| Atleta                                               | Evento        | Adversário e resultado | Pos.          | Adversário e resultado | Adversário e resultado | Adversário e resultado | Pos.        |
| ---------------------------------------------------- | ------------- | --- | ------------- | ---------------------- | ---------------------- | ---------------------- | ----------- |
| Wang Bingyu Zhou Yan Liu Jinli Ma Jingyi Jiang Xindi | Feminino      | SUI Suíça V 7–2 OAR Atletas Olímpicos da Rússia D 6–7 GBR Grã-Bretanha D 7–8 JPN Japão V 7–6 DEN Dinamarca V 10–7 KOR Coreia do Sul D 5–12 USA Estados Unidos D 4–10 CAN Canadá V 7–5 SWE Suécia D 4–8 | 5º            |                        | Não avançou            | Não avançou            | Não avançou |
| Wang Rui Ba Dexin                                    | Duplas mistas | SUI Suíça D 5–7 KOR Coreia do Sul V 8–7 CAN Canadá D 4–10 OAR Atletas Olímpicos da Rússia D 5–6 USA Estados Unidos V 6–4 FIN Finlândia V 10–5 NOR Noruega V 9–3                                        | 4º            | NOR Noruega D 7–9      | Não avançou            | Não avançou            | Não avançou |

### Esqui alpino
Feminino
| Atleta       | Evento         | Descida 1 | Descida 2 | Total   | Pos. |
| ------------ | -------------- | --------- | --------- | ------- | ---- |
| Kong Fanying | Slalom         | DNF       | DNF       | DNF     | DNF  |
| Kong Fanying | Slalom gigante | 1:26.30   | 1:23.58   | 2:49.88 | 55º  |

Masculino
| Atleta         | Evento         | Descida 1 | Descida 2 | Total   | Pos. |
| -------------- | -------------- | --------- | --------- | ------- | ---- |
| Zhang Yangming | Slalom gigante | 1:25.73   | 1:22.95   | 2:48.68 | 69º  |

### Esqui cross-country
Feminino
| Atleta             | Evento                 | Qualificatória   | Qualificatória | Quartas       | Quartas     | Semifinal   | Semifinal   | Final       | Final       |
| Atleta             | Evento                 | Tempo            | Pos.           | Tempo         | Pos.        | Tempo       | Pos.        | Tempo       | Pos.        |
| ------------------ | ---------------------- | ---------------- | -------------- | ------------- | ----------- | ----------- | ----------- | ----------- | ----------- |
| Chi Chunxue        | 10 km livre            |                  |                |               |             |             |             | 28:49.7     | 55º         |
| Chi Chunxue        | 15 km skiathlon        | Clássico 24:16.1 | 57º            | Livre 21:47.2 | 56º         |             |             | 46:39.0     | 55º         |
| Chi Chunxue        | 30 km clássico         |                  |                |               |             |             |             | 1:42:03.2   | 44º         |
| Chi Chunxue        | Velocidade individual  | 3:42.70          | 57º            | Não avançou   | Não avançou | Não avançou | Não avançou | Não avançou | Não avançou |
| Li Xin             | 10 km livre            |                  |                |               |             |             |             | 27:44.5     | 36º         |
| Li Xin             | 15 km skiathlon        | Clássico 23:51.7 | 52º            | Livre 21:31.3 | 51º         |             |             | 46:01.9     | 51º         |
| Li Xin             | 30 km clássico         |                  |                |               |             |             |             | 1:38:04.9   | 37º         |
| Li Xin             | Velocidade individual  | 3:33.61          | 49º            | Não avançou   | Não avançou | Não avançou | Não avançou | Não avançou | Não avançou |
| Chi Chunxue Li Xin | Velocidade por equipes |                  |                |               |             | 17:35.94    | 9º          | Não avançou | Não avançou |

Masculino
| Atleta                 | Evento                 | Qualificatória   | Qualificatória | Quartas     | Quartas     | Semifinal   | Semifinal   | Final       | Final       |
| Atleta                 | Evento                 | Tempo            | Pos.           | Tempo       | Pos.        | Tempo       | Pos.        | Tempo       | Pos.        |
| ---------------------- | ---------------------- | ---------------- | -------------- | ----------- | ----------- | ----------- | ----------- | ----------- | ----------- |
| Sun Qinghai            | 15 km livre            |                  |                |             |             |             |             | 41:55.7     | 98º         |
| Sun Qinghai            | Velocidade individual  | DSQ              | DSQ            | Não avançou | Não avançou | Não avançou | Não avançou | Não avançou | Não avançou |
| Wang Qiang             | 15 km livre            |                  |                |             |             |             |             | DSQ         | DSQ         |
| Wang Qiang             | 30 km skiathlon        | Clássico 47:03.8 | 64º            | Livre LAP   | Livre LAP   |             |             | LAP         | 64º         |
| Wang Qiang             | 50 km clássico         |                  |                |             |             |             |             | 2:34:43.0   | 59º         |
| Wang Qiang             | Velocidade individual  | 3:31.56          | 66º            | Não avançou | Não avançou | Não avançou | Não avançou | Não avançou | Não avançou |
| Sun Qinghai Wang Qiang | Velocidade por equipes |                  |                |             |             | 18:11.95    | 14º         | Não avançou | Não avançou |

### Esqui estilo livre
Aerials
| Atleta        | Evento    | Qualificação | Qualificação | Final       | Final       | Final       | Final             |
| Atleta        | Evento    | Salto 1      | Salto 2      | Salto 1     | Salto 2     | Salto 3     | Pos.              |
| ------------- | --------- | ------------ | ------------ | ----------- | ----------- | ----------- | ----------------- |
| Kong Fanyu    | Feminino  | 89.77        | 95.12        | 89.77       | 97.29       | 70.14       | Medalha de bronze |
| Xu Mengtao    | Feminino  | 99.37        | Bye          | 91.00       | 59.25       | Não avançou | Não avançou       |
| Yan Ting      | Feminino  | 80.95        | 82.94        | Não avançou | Não avançou | Não avançou | Não avançou       |
| Zhang Xin     | Feminino  | 90.24        | Bye          | 87.25       | 94.11       | 95.52       | Medalha de prata  |
| Jia Zongyang  | Masculino | 126.55       | Bye          | 118.55      | 128.76      | 128.05      | Medalha de prata  |
| Liu Zhongqing | Masculino | 107.08       | 123.08       | 119.47      | 94.57       | Não avançou | Não avançou       |
| Qi Guangpu    | Masculino | 126.70       | Bye          | 127.44      | 122.17      | Não avançou | Não avançou       |
| Wang Xindi    | Masculino | 121.24       | 96.38        | Não avançou | Não avançou | Não avançou | Não avançou       |

Halfpipe
| Atleta        | Evento    | Qualificação | Qualificação | Qualificação | Qualificação | Final       | Final       | Final       | Final       | Final       |
| Atleta        | Evento    | Descida 1    | Descida 2    | Melhor       | Pos.         | Descida 1   | Descida 2   | Descida 3   | Melhor      | Pos.        |
| ------------- | --------- | ------------ | ------------ | ------------ | ------------ | ----------- | ----------- | ----------- | ----------- | ----------- |
| Chai Hong     | Feminino  | 58.00        | 63.60        | 63.60        | 19º          | Não avançou | Não avançou | Não avançou | Não avançou | Não avançou |
| Wu Meng       | Feminino  | 53.40        | 61.00        | 61.00        | 20º          | Não avançou | Não avançou | Não avançou | Não avançou | Não avançou |
| Zhang Kexin   | Feminino  | 80.60        | 81.00        | 81.00        | 8º           | 73.00       | 55.40       | 71.00       | 73.00       | 9º          |
| Kong Xiangrui | Masculino | 47.40        | 50.80        | 50.80        | 23º          | Não avançou | Não avançou | Não avançou | Não avançou | Não avançou |
| Mao Bingqiang | Masculino | 53.00        | 54.60        | 54.60        | 20º          | Não avançou | Não avançou | Não avançou | Não avançou | Não avançou |

Moguls
| Atleta     | Evento   | Qualificação | Qualificação | Qualificação | Qualificação | Qualificação | Qualificação | Final       | Final       | Final       | Final       | Final       | Final       | Final       | Final       | Final       | Final       |
| Atleta     | Evento   | Descida 1    | Descida 1    | Descida 1    | Descida 2    | Descida 2    | Descida 2    | Descida 1   | Descida 1   | Descida 1   | Descida 2   | Descida 2   | Descida 2   | Descida 3   | Descida 3   | Descida 3   | Descida 3   |
| Atleta     | Evento   | Tempo        | Pontos       | Total        | Tempo        | Pontos       | Total        | Tempo       | Pontos      | Total       | Tempo       | Pontos      | Total       | Tempo       | Pontos      | Total       | Pos.        |
| ---------- | -------- | ------------ | ------------ | ------------ | ------------ | ------------ | ------------ | ----------- | ----------- | ----------- | ----------- | ----------- | ----------- | ----------- | ----------- | ----------- | ----------- |
| Guan Ziyan | Feminino | 36.30        | 41.02        | 48.11        | 35.50        | 43.80        | 51.80        | Não avançou | Não avançou | Não avançou | Não avançou | Não avançou | Não avançou | Não avançou | Não avançou | Não avançou | Não avançou |
| Wang Jin   | Feminino | 34.87        | 42.59        | 51.29        | 35.01        | 34.51        | 51.29        | Não avançou | Não avançou | Não avançou | Não avançou | Não avançou | Não avançou | Não avançou | Não avançou | Não avançou | Não avançou |

### Patinação artística
| Atleta                | Evento               | Programa curto | Programa curto | Programa livre | Programa livre | Total       | Total            |
| Atleta                | Evento               | Pontos         | Pos.           | Pontos         | Pos.           | Pontos      | Pos.             |
| --------------------- | -------------------- | -------------- | -------------- | -------------- | -------------- | ----------- | ---------------- |
| Li Xiangning          | Individual feminino  | 52.46          | 24º            | 101.97         | 20º            | 154.43      | 22º              |
| Jin Boyang            | Individual masculino | 103.32         | 4º             | 194.45         | 5º             | 297.77      | 4º               |
| Yan Han               | Individual masculino | 80.63          | 19º            | 132.38         | 23º            | 213.01      | 23º              |
| Peng Cheng Jin Yang   | Duplas               | 62.61          | 17º            | Não avançou    | Não avançou    | Não avançou | Não avançou      |
| Sui Wenjing Han Cong  | Duplas               | 82.39          | 1º             | 153.08         | 3º             | 235.47      | Medalha de prata |
| Yu Xiaoyu Zhang Hao   | Duplas               | 75.58          | 5º             | 128.52         | 11º            | 204.10      | 7º               |
| Wang Shiyue Liu Xinyu | Dança no gelo        | 57.81          | 22º            | Não avançou    | Não avançou    | Não avançou | Não avançou      |

Equipes
| Atletas                                                                            | Evento  | Programa curto     | Programa curto     | Programa curto     | Programa curto     | Programa curto | Programa curto | Programa livre     | Programa livre     | Programa livre     | Programa livre     | Programa livre | Programa livre |
| Atletas                                                                            | Evento  | Masculino          | Feminino           | Duplas             | Dança no gelo      | Total          | Total          | Masculino          | Feminino           | Duplas             | Dança no gelo      | Total          | Total          |
| Atletas                                                                            | Evento  | Pontos Pts. equipe | Pontos Pts. equipe | Pontos Pts. equipe | Pontos Pts. equipe | Pontos         | Pos.           | Pontos Pts. equipe | Pontos Pts. equipe | Pontos Pts. equipe | Pontos Pts. equipe | Pontos         | Pos.           |
| ---------------------------------------------------------------------------------- | ------- | ------------------ | ------------------ | ------------------ | ------------------ | -------------- | -------------- | ------------------ | ------------------ | ------------------ | ------------------ | -------------- | -------------- |
| Yan Han (M) Li Xiangning (F) Yu Xiaoyu / Zhang Hao (D) Wang Shiyue / Liu Xinyu (G) | Equipes | 77.10 4            | 58.62 4            | 69.17 6            | 56.98 4            | 18             | 6º             | Não avançou        | Não avançou        | Não avançou        | Não avançou        | Não avançou    | Não avançou    |

### Patinação de velocidade
Feminino
| Atleta       | Evento | Final   | Final |
| Atleta       | Evento | Tempo   | Pos.  |
| ------------ | ------ | ------- | ----- |
| Hao Jiachen  | 1500 m | 1:59.58 | 20º   |
| Hao Jiachen  | 3000 m | 4:15.56 | 21º   |
| Liu Jing     | 3000 m | 4:20.95 | 24º   |
| Tian Ruining | 500 m  | 38.86   | 20º   |
| Tian Ruining | 1000 m | 1:16.69 | 21º   |
| Tian Ruining | 1500 m | 2:00.29 | 23º   |
| Yu Jing      | 500 m  | 37.81   | 9º    |
| Yu Jing      | 1000 m | 1:16.36 | 17º   |
| Zhang Hong   | 500 m  | 38.39   | 15º   |
| Zhang Hong   | 1000 m | 1:15.67 | 11º   |

Masculino
| Atleta                | Evento | Final   | Final             |
| Atleta                | Evento | Tempo   | Pos.              |
| --------------------- | ------ | ------- | ----------------- |
| Gao Tingyu            | 500 m  | 34.65   | Medalha de bronze |
| Xiakaini Aerchenghazi | 1500 m | 1:50.16 | 32º               |
| Xie Jiaxuan           | 500 m  | 35.545  | 31º               |
| Yang Tao              | 500 m  | 35.41   | 27º               |
| Yang Tao              | 1000 m | 1:10.10 | 26º               |

Largada coletiva
| Atleta      | Evento    | Semifinal | Semifinal | Semifinal | Final       | Final       | Final       |
| Atleta      | Evento    | Pontos    | Tempo     | Pos.      | Pontos      | Tempo       | Pos.        |
| ----------- | --------- | --------- | --------- | --------- | ----------- | ----------- | ----------- |
| Guo Dan     | Feminino  | 43        | 8:54.20   | 2º        | 0           | 8:33.90     | 10º         |
| Li Dan      | Feminino  | 24        | 8:32.49   | 3º        | 6           | 8:50.48     | 5º          |
| Wang Hongli | Masculino | 0         | 8:00.97   | 12º       | Não avançou | Não avançou | Não avançou |

Perseguição
| Atleta                              | Evento   | Quartas             | Quartas | Semifinal        | Semifinal   | Final                          | Final |
| Atleta                              | Evento   | Adversário Tempo    | Pos.    | Adversário Tempo | Pos.        | Adversário Tempo               | Pos.  |
| ----------------------------------- | -------- | ------------------- | ------- | ---------------- | ----------- | ------------------------------ | ----- |
| Han Mei Hao Jiachen Li Dan Liu Jing | Feminino | JPN Japão D 3:00.01 | 5º      | Não avançou      | Não avançou | Final C GER Alemanha V 3:00.04 | 5º    |

### Patinação de velocidade em pista curta
Feminino
| Atleta                                            | Evento             | Preliminar | Preliminar | Quartas     | Quartas     | Semifinal   | Semifinal   | Final       | Final            |
| Atleta                                            | Evento             | Tempo      | Pos.       | Tempo       | Pos.        | Tempo       | Pos.        | Tempo       | Pos.             |
| ------------------------------------------------- | ------------------ | ---------- | ---------- | ----------- | ----------- | ----------- | ----------- | ----------- | ---------------- |
| Fan Kexin                                         | 500 m              | 43.350     | 1º Q       | 43.485      | 2º Q        | PEN         | PEN         | Não avançou | Não avançou      |
| Han Yutong                                        | 500 m              | 43.719     | 2º Q       | 43.627      | 3º          | Não avançou | Não avançou | Não avançou | Não avançou      |
| Han Yutong                                        | 1000 m             | PEN        | PEN        | Não avançou | Não avançou | Não avançou | Não avançou | Não avançou | Não avançou      |
| Han Yutong                                        | 1500 m             | 2:31.158   | 1º Q       |             |             | 2:22.826    | 3º QB       | 2:36.548    | 9º               |
| Li Jinyu                                          | 1000 m             | 1:32.335   | 1º Q       | 1:30.175    | 3º          | Não avançou | Não avançou | Não avançou | Não avançou      |
| Li Jinyu                                          | 1500 m             | 2:25.034   | 3º Q       |             |             | 2:33.005    | 4º ADV      | 2:25.703    | Medalha de prata |
| Qu Chunyu                                         | 500 m              | 42.971     | 2º Q       | 42.954      | 1º Q        | PEN         | PEN         | Não avançou | Não avançou      |
| Qu Chunyu                                         | 1000 m             | 1:31.279   | 2º Q       | 1:31.284    | 2º Q        | PEN         | PEN         | Não avançou | Não avançou      |
| Zhou Yang                                         | 1500 m             | 2:29.587   | 2º Q       |             |             | 2:23.485    | 3º QB       | 2:35.241    | 8º               |
| Fan Kexin Han Yutong Li Jinyu Qu Chunyu Zhou Yang | Revezamento 3000 m |            |            |             |             | 4:05.315    | 1º QA       | PEN         | PEN              |

Masculino
| Atleta                                                | Evento             | Preliminar | Preliminar | Quartas     | Quartas     | Semifinal   | Semifinal   | Final       | Final            |
| Atleta                                                | Evento             | Tempo      | Pos.       | Tempo       | Pos.        | Tempo       | Pos.        | Tempo       | Pos.             |
| ----------------------------------------------------- | ------------------ | ---------- | ---------- | ----------- | ----------- | ----------- | ----------- | ----------- | ---------------- |
| Han Tianyu                                            | 500 m              | 40.744     | 2º Q       | 1:14.891    | 3º          | Não avançou | Não avançou | Não avançou | Não avançou      |
| Han Tianyu                                            | 1000 m             | PEN        | PEN        | Não avançou | Não avançou | Não avançou | Não avançou | Não avançou | Não avançou      |
| Han Tianyu                                            | 1500 m             | 2:38.865   | 5º ADV     |             |             | 2:11.827    | 4º QB       | 2:26.281    | 8º               |
| Ren Ziwei                                             | 500 m              | 40.294     | 1º Q       | 40.032      | 1º Q        | 40.418      | 3º QB       | 40.694      | 6º               |
| Ren Ziwei                                             | 1000 m             | PEN        | PEN        | Não avançou | Não avançou | Não avançou | Não avançou | Não avançou | Não avançou      |
| Wu Dajing                                             | 500 m              | 40.264     | 1º Q       | 39.800      | 1º Q        | 40.087      | 1º QA       | 39.584      | Medalha de ouro  |
| Wu Dajing                                             | 1000 m             | 1:23.463   | 2º Q       | PEN         | PEN         | Não avançou | Não avançou | Não avançou | Não avançou      |
| Wu Dajing                                             | 1500 m             | 2:15.823   | 3º Q       |             |             | PEN         | PEN         | Não avançou | Não avançou      |
| Xu Hongzhi                                            | 1500 m             | 2:35.641   | 5º ADV     |             |             | 2:19.310    | 6º          | Não avançou | Não avançou      |
| Chen Dequan Han Tianyu Ren Ziwei Wu Dajing Xu Hongzhi | Revezamento 5000 m |            |            |             |             | 6:36.605    | 1º QA       | 6:32.035    | Medalha de prata |

### Salto de esqui
Feminino
| Atleta       | Evento                  | 1ª rodada | 1ª rodada | 1ª rodada | Final     | Final  | Final | Total  | Total |
| Atleta       | Evento                  | Distância | Pontos    | Pos.      | Distância | Pontos | Pos.  | Pontos | Pos.  |
| ------------ | ----------------------- | --------- | --------- | --------- | --------- | ------ | ----- | ------ | ----- |
| Chang Xinyue | Pista normal individual | 83.0      | 69.6      | 26º       | 84.5      | 85.3   | 18º   | 154.9  | 20º   |

### Skeleton
| Atleta        | Evento    | Final     | Final     | Final     | Final     | Final   | Final |
| Atleta        | Evento    | Descida 1 | Descida 2 | Descida 3 | Descida 4 | Total   | Pos.  |
| ------------- | --------- | --------- | --------- | --------- | --------- | ------- | ----- |
| Geng Wenqiang | Masculino | 51.51     | 50.87     | 51.18     | 51.09     | 3:24.65 | 13º   |

### Snowboard
Livre
| Atleta       | Evento             | Qualificatória | Qualificatória | Qualificatória | Final       | Final       | Final       | Final            |
| Atleta       | Evento             | Descida 1      | Descida 2      | Pos.           | Descida 1   | Descida 2   | Descida 3   | Pos.             |
| ------------ | ------------------ | -------------- | -------------- | -------------- | ----------- | ----------- | ----------- | ---------------- |
| Cai Xuetong  | Halfpipe feminino  | 65.75          | 69.00          | 6º             | 20.50       | 41.25       | 76.50       | 5º               |
| Li Shuang    | Halfpipe feminino  | 24.50          | 9.25           | 22º            | Não avançou | Não avançou | Não avançou | Não avançou      |
| Liu Jiayu    | Halfpipe feminino  | 87.75          | 41.00          | 2º             | 85.50       | 89.75       | 49.00       | Medalha de prata |
| Qiu Leng     | Halfpipe feminino  | 50.75          | 53.75          | 16º            | Não avançou | Não avançou | Não avançou | Não avançou      |
| Shi Wancheng | Halfpipe masculino | 10.00          | 11.75          | 29º            | Não avançou | Não avançou | Não avançou | Não avançou      |
| Zhang Yiwei  | Halfpipe masculino | 32.50          | 74.00          | 15º            | Não avançou | Não avançou | Não avançou | Não avançou      |

Slalom gigante paralelo
| Atleta       | Evento   | Preliminar | Preliminar | Oitavas     | Quartas     | Semifinal   | Final       | Final       |
| Atleta       | Evento   | Tempo      | Pos.       | Posição     | Posição     | Posição     | Posição     | Pos.        |
| ------------ | -------- | ---------- | ---------- | ----------- | ----------- | ----------- | ----------- | ----------- |
| Gong Naiying | Feminino | 1:36.36    | 26º        | Não avançou | Não avançou | Não avançou | Não avançou | Não avançou |
| Xu Xiaoxiao  | Feminino | DSQ        | DSQ        | Não avançou | Não avançou | Não avançou | Não avançou | Não avançou |
| Zang Ruxin   | Feminino | 1:35.26    | 22º        | Não avançou | Não avançou | Não avançou | Não avançou | Não avançou |

Legenda
| Recorde mundial      | Recorde mundial (World record)               |                       | Recorde africano                      | Recorde africano (African) |                                           | Q | Classificado por posição (Qualified) |
| Recorde olímpico     | Recorde olímpico (Olympic record)            | Recorde da América    | Recorde da América (Americas)         | q                          | Classificado por melhor tempo (Qualified) |   |                                      |
| Melhor marca do ano  | Melhor marca do ano (World leading)          | Recorde asiático      | Recorde asiático (Asian)              | DNS                        | Não largou (Did not start)                |   |                                      |
| Recorde nacional     | Recorde nacional (National record)           | Recorde europeu       | Recorde europeu (European)            | DNF                        | Não terminou (Did not finish)             |   |                                      |
| Recorde pessoal      | Recorde pessoal do atleta (Personal best)    | Recorde da Oceania    | Recorde da Oceania (Oceania)          | DSQ / DQ                   | Desclassificado (Disqualified)            |   |                                      |
| Recorde da temporada | Recorde da temporada do atleta (Season best) | Recorde sul-americano | Recorde sul-americano (South America) | NM                         | Sem marca (No mark)                       |   |                                      |

### Patinação de velocidade
| Recorde de pista | Recorde da pista (Track record)               |  |  |
| QA               | Classificado para a final A                   |  |  |
| QB               | Classificado para a final B                   |  |  |
| ADV              | Classificado após decisão arbitral (Advanced) |  |  |
| PEN              | Pênalti                                       |  |  |
| YC               | Cartão amarelo (Yellow Card)                  |  |  |